# Авангард (Приморский край)
Аванга́рд — село в Партизанском городском округе Приморского края России. Население около 2 тыс. человек.

## Географическое положение
Село расположено в низовье реки Белой (левый приток р. Мельники).
Дорога к селу Авангард идёт на северо-запад от села Углекаменск, расстояние около 5 км.
До центральной части города Партизанска около 20 км.
На северо-запад от села Авангард дорога идёт к селу Мельники.

## История
Посёлок Авангард был основан в 1947 году для заселения строителей шахты № 29 по добыче каменного угля, введённой в эксплуатацию 17 ноября 1949 года, а затем и для шахтёров. В январе 1991 года в Авангарде как в рабочем посёлке с более чем 5 тысячами жителей был сформирован Авангардовский поселковый Совет.
В октябре 2004 г. посёлок городского типа (рабочий посёлок) был преобразован в село Авангард.  В 2005 году добыча каменного угля полностью прекращена.

## Население
| 1991 | 2002  | 2010  | 2021  |
| ---- | ----- | ----- | ----- |
| 5392 | ↘2879 | ↘2143 | ↘1663 |

## Список улиц села Авангард
Ул. Авангардская, ул. Ангарская, ул. Белая, ул. Белопадская, ул. Боевое, ул. Ботаническая, ул. Верхняя, ул. Вишневая, ул. Заречная, ул. Игорская, ул. Канская, ул. Кирова, ул. Ключ Малягоу, ул. Кольцевая, ул. Комбинатовская, ул. Красноярская, ул. Кузнецкая, ул. Мира, ул. Новоалександровка, ул. Олега Кошевого, ул. Павлова, ул. Подлужная, ул. Полевая, ул. Пржевальского, ул. Ручейная, ул. Светлая, ул. Сельская, ул. Сосновая, пер. Спокойный, ул. Уссурийская.